# Cruz do Combatente Voluntário
A Cruz do Combatente Voluntário (em francês:  Croix du Combattant Volontaire, CCV) é uma condecoração militar francesa que recompensa combatentes voluntários que espontaneamente escolheram servir em uma unidade de combate na Segunda Guerra Mundial. Existe uma condecoração específica para a Primeira Guerra Mundial (a Cruz do Combatente Voluntário da Guerra 1914-1918) e para a Resistência Francesa (a Cruz do Combatente Voluntário da Resistência).
Uma cruz específica foi criada inicialmente para a guerra de 1939-1945, antes de ser substituída em 1981 por uma única cruz para todas as operações realizadas desde 1939.

## Cruz do Combatente Voluntário da Guerra de 1939 - 1945
Esta condecoração é o equivalente àquela recebida pelos combatentes na Primeira Guerra Mundial. Foi a pedido das associações de veteranos que o Estado instituiu, por lei de 4 de fevereiro de 1953, acompanhada de decreto de execução de 19 de novembro de 1955, a concessão da Cruz de Combatente Voluntário de 1939-1945.
Fita: de cor vermelha (que lembra a fita da Ordem Nacional da Legião de Honra), com uma faixa central verde e duas faixas laterais amarelas (que lembram a fita da Medalha Militar).
Cruz: no anverso tem a inscrição "RÉPUBLIQUE FRANÇAISE" para República Francesa, e no reverso as datas "1939-1945".

## Cruz do Combatente Voluntário
O decreto nº 81-844 de 8 de setembro de 1981 criou a Cruz do Combatente Voluntário. Ele removeu a Cruz do Combatente Voluntário de 1939-1945. As disposições relativas à Cruz do Combatente Voluntário foram codificadas pelo decreto nº 2016-1903 de 28 de dezembro de 2016, relativa à parte regulamentar do código de pensões de invalidez militar e vítimas de guerra (em francês:  Code des pensions militaires d'invalidité et des victimes de guerre, CPMIVG). Desde 1º de janeiro de 2017, essas disposições são objeto dos artigos R352-2 e D352-3 a D352-12 deste código.
A medalha é composta por uma cruz com a inscrição "RÉPUBLIQUE FRANÇAISE" e no verso "CROIX DU COMBATTANT VOLONTAIRE" (Cruz do Combatente Voluntário) suspensa numa fita idêntica à da Cruz do Combatente Voluntário de 1939-1945. As operações em que o agraciado participou são registadas numa barra metálica branca, cuja relação é a seguinte:
- Guerra 1939-1945;
- Indochina;
- Coréia;
- Norte da África;
- Missões exteriores. Neste caso, a cruz só pode ser concedida a conscritos que se voluntariaram durante o período legal de serviço militar ou serviço voluntário de longa duração (VSL) para participar de uma operação exterior (OPEX), portanto, desde o decreto nº 2011-1933 de 22 de dezembro de 2011,[3] apenas aos reservistas operacionais que tenham prestado serviço em OPEX (de fato, a saída para a OPEX constitui para os reservistas um ato de voluntariado caracterizado). Os detentores desta barra também são obrigados a ter efetivamente servido em uma unidade de combate reconhecida (em termos do número de ações de combate oficialmente registradas para a unidade).

Em todos os casos, o requerente da Cruz de Combatente Voluntário deve primeiro possuir um cartão de combatente (que autoriza o requerente a usar a Cruz de Combatente) emitido para o conflito ou operação em questão, bem como a Medalha do Ultramar relevante com o fecho correspondente, ou a medalha comemorativa relevante com o fecho correspondente.
Tal como a Medalha da Resistência Francesa, a Medalha dos Fugitivos e a Medalha Comemorativa dos Serviços Voluntários na França Livre, a Cruz do Combatente Voluntário é um título de guerra e é considerada uma referência privilegiada no estudo dos dossiês de propostas de ordens nacionais (Ordem Nacional da Legião de Honra e Ordem Nacional do Mérito) e da Medalha Militar.
Devido à pequena população que provavelmente tem direito a esta condecoração (ex-recrutados e reservistas), a Cruz do Combatente Voluntário é rara e muito procurada. Os candidatos muitas vezes enfrentam a rejeição de suas inscrições devido à dificuldade em materializar a realidade do ato de voluntariado. Isto permite que a Cruz do Combatente Voluntário conserve todo o seu valor, tendo em conta que tem um pouco dos três valores da Legião de Honra (o vermelho da fita), da Medalha Militar (o amarelo e o verde) e da Cruz de Guerra (o motivo da espada que aparece no módulo e a sua qualidade de cruz).
Para manter esses requisitos qualitativos, os autos da candidatura incluem um memorando a ser redigido pelo requerente, que deve ser muito bem fundamentado, além dos documentos e comprovantes fornecidos.
Os arquivos são filtrados sucessivamente por duas autoridades administrativas responsáveis por estudá-los:
- O Centro de Arquivos do Pessoal Militar (CAPM, antigo Gabinete Central de Arquivos Militares), localizado em Pau: ele estuda em primeira instância os documentos fornecidos, verifica sua concordância com o processo militar individual e avalia em primeira instância o mérito do pedido;
- O Gabinete de Condecorações dos Serviços Centrais do Ministério da Defesa: ele pega o dossiê que o CAPM considerou suficientemente sólido para lhe ser comunicado e o estuda em comissão. Este é o mesmo escritório que lida com indicações para ordens nacionais e a Medalha Militar. Se a decisão for positiva, o nome do requerente é adicionado à portaria ministerial que concede o prêmio, que é submetida ao Ministro da Defesa para assinatura. O agraciado é informado por correio e então recebe seu diploma.

As ordens do Ministério da Defesa que concedem a Cruz do Combatente Voluntário com as listas nominais de agraciados por conflito são publicadas no Boletim Oficial de Condecorações, Medalhas e Recompensas (BODMR) da República Francesa.

## O futuro da Cruz do Combatente Voluntário com barra “Missões Exteriores” (CCV-ME)
Conforme destacado acima, a população elegível para a CCV-ME é atualmente muito pequena, considerando que para a quarta geração de fogo (a de operações exteriores ou OPEX), o número de potenciais candidatos para os próximos anos torna incerta a sustentabilidade desta condecoração. A União Nacional de Combatentes (UNC) estimou em 2014 que apenas 15.000 novos militares  estavam a receber o cartão do combatente, um passo preliminar para a possível obtenção da CCV-ME, caso os outros critérios necessários fossem cumpridos. Enquanto isso, o contingente da segunda e terceira gerações de fogo (Segunda Guerra Mundial, Indochina e AFN) vem se desintegrando substancialmente ano após ano, considerando que é entre eles que ainda hoje se contabiliza o maior número de agraciados com a Cruz do Combatente Voluntário e que a maioria dos que tinham direito a ela já a receberam. Uma situação que não deixou de ser notada por algumas associações de veteranos, como a União Nacional dos Combatentes (UNC) ou a Federação Nacional dos Combatentes Voluntários (FNCV), preocupadas com o dever de memória e o reconhecimento dos veteranos que legitimamente as lideram. Associações às quais devemos os reiterados pedidos de abertura desta distinção aos conscritos e reservistas operacionais (o que já acontece desde o decreto n 2007-741 de 9 de maio de 2007). Um texto que deverá permitir nos próximos anos a última "pequena onda" de recrutas que tiveram a oportunidade de servir em OPEX - principalmente na ex-Iugoslávia e depois na Bósnia-Herzegovina - para se candidatarem a esta condecoração. Quanto aos reservistas operacionais - que surgiram após a suspensão da conscrição - pode-se estimar razoavelmente que o número deles projetados para OPEX deve a priori permanecer baixo.
Essas duas populações (conscritos e reservistas operacionais) agora são elegíveis, mas parece que as associações de veteranos estão tentando ampliar ainda mais o escopo da alocação da CCV-ME para a categoria de voluntários nas forças armadas francesas. No entanto, o status legal que envolve estes últimos é significativamente diferente daquele dos recrutas voluntários para OPEX e reservistas operacionais para os quais não havia/não há obrigação de servir em um teatro de operações exterior e exigiu/exige que assinassem um ato contratual adicional de voluntariado, estendendo significativamente o escopo de seu engajamento. Este não é o caso dos voluntários, uma vez que para esta categoria de pessoal, a palavra "voluntário" na verdade se refere ao processo de recrutamento direto dentro de uma unidade, sem passar por um concurso em uma escola de treinamento militar inicial. Os voluntários são, portanto - de acordo com o artigo L. 4132-6 do Código de Defesa - pessoal militar profissional sob contrato para treinamento militar, para servir em todos os momentos, em todos os lugares e em todas as circunstâncias. Em qualquer caso, isso implica de fato que os voluntários servirão em OPEX se as circunstâncias exigirem, diferentemente dos ex-recrutados e atuais reservistas operacionais.
No entanto, durante vários anos, os parlamentares de ambas as câmaras de representação nacional fizeram eco a este pedido das associações de veteranos para estender a atribuição da CCV-ME aos voluntários. Invariavelmente, os governos sucessivos sempre formularam a mesma resposta desde 2007, com base no argumento do status substancialmente diferente entre recrutados e reservistas operacionais, por um lado, e voluntários, por outro.
Em uma resposta datada de 1º de janeiro de 2015, o Secretário de Estado do Ministério da Defesa, responsável pelos veteranos e pela memória, após uma pergunta do senador Michel Raison, retomou praticamente o mesmo argumento de todas as respostas dadas aos parlamentares por sucessivos governos nos últimos anos. O último elemento da resposta - "No entanto, serão realizadas discussões com as forças, departamentos e serviços sobre as possibilidades de ampliar os critérios para concessão desta condecoração" - parecia ser uma primeira abertura para a ampliação da população elegível da última modificação das condições de atribuição. Por exemplo, os voluntários das forças armadas que assinam, sem serem soldados profissionais como os voluntários, um contrato de um ano (renovável quatro vezes) e cujo estatuto (missões, vencimentos, vocação para se juntar à reserva operacional no final do contrato, etc.) é, no seu conjunto, muito próximo daquele dos antigos conscritos e do espírito do recrutamento obrigatório, mas de uma forma atualizada para os nossos tempos.
Na sequência da pergunta ao governo de 19 de janeiro de 2017, feita pela senadora Sylvie Goy-Chavent, o Secretário de Estado do Ministério da Defesa, responsável pelos veteranos e pela memória, parece ter amadurecido o seu pensamento sobre a questão e, por enquanto, fechou a porta a qualquer modificação das condições e regras de atribuição da Cruz do Combatente Voluntário com a barra das Missões Exteriores,para reservá-la no futuro apenas aos reservistas, a fim de promover o seu empenho nas operações exteriores através desta condecoração, que conserva assim a sua raridade e todo o seu prestígio ligado ao seu estatuto de título de guerra.
A questão sobre se é apropriado estender o público elegível para a CCV-ME aos recrutas voluntários sob contrato parece, portanto, estar encerrada neste momento.
A possibilidade de premiação pela CCV-ME dos serviços prestados apenas por reservistas voluntários para operações exteriores parece indicar uma vontade de valorizar e reconhecer especificamente o empenho desses homens e mulheres engajados nas Forças Armadas sob esse status, em um complexo contexto de segurança que tem justificado o aumento do número de campanhas de recrutamento de reservistas nos últimos anos.

## Agraciados notáveis
| Nome                   | Condição            | Detalhes |
| ---------------------- | ------------------- | --- |
| Henri Beaugé-Bérubé    | Guerra de 1939-1945 | Companheiro da Libertação, militar. |
| Erwan Bergot           | Indochina           | Oficial paraquedista francês veterano da Batalha de Dien Bien Phu, escritor e jornalista. |
| Jean-Pierre Bloch      | Guerra de 1939-1945 | Resistente, político e socialista. |
| Alfred Maurice Cazaud  | Guerra de 1939-1945 | General francês, veterano da Primeira e Segunda Guerras Mundiais. |
| Jacques Chancel        | Indochina           | Correspondente de guerra por 17 anos. |
| Jean-Louis Delayen     | Guerra de 1939-1945 | General. |
| David Feuerwerker      | Guerra de 1939-1945 | Rabino de Brive-la-Gaillarde, membro da Resistência Francesa. |
| Paul Arnaud de Foïard  | Guerra de 1939-1945 | General de Corpo de Exército francês. |
| Paul Gosset            | Guerra de 1939-1945 | Político e ex-deputado. |
| Paul Hutin-Desgrées    | Guerra de 1939-1945 | Jornalista e diretor do Ouest-France. |
| Adrien Henry           | Guerra de 1939-1945 | Oficial e resistente francês, veterano da Primeira e Segunda Guerras Mundiais. |
| François Ingold        | Guerra de 1939-1945 | Ex-chanceleter da Ordem da Libertação, oficial. |
| Jeannou Lacaze         | Guerra de 1939-1945 | Veterano das FFI, general francês e deputado europeu. |
| Edgard de Larminat     | Guerra de 1939-1945 | Companheiro da Libertação e general-de-exército. |
| Raymond Meyer          | Guerra de 1939-1945 | Companheiro da Libertação, militar e diretor de empresa. |
| Fred Moore             | Guerra de 1939-1945 | Último chanceler da Ordem da Libertação (2011-2012), veterano da França Livre, coronel da reserva e ex-deputado do Somme. |
| Jean-Paul Palewski     | Guerra de 1939-1945 | Militar, resistente, advogado e político. |
| Michel de Saint Pierre | Guerra de 1939-1945 | Jornalista e escritor. |
| Henri Rol-Tanguy       | Guerra de 1939-1945 | Militante comunista, resistente e militar. |
| René de Salins         | Indochina           | Oficial de cavalaria e depois paraquedista, veterano da Segunda Guerra Mundial e da Indochina, onde lutou na Batalha de Dien Bien Phu. |
| Jean Sassi             | Guerra de 1939-1945 | Coronel, operador especial e veterano da Segunda Guerra Mundial, Indochina e Argélia. |
| Pierre Schœndœrffer    | Indochina           | "O Sentinela da Memória", veterano da Indochina onde participou da Batalha de Dien Bien Phu na condição de cameraman do Estabelecimento Cinematográfico e Fotográfico do Exército (em francês: Établissement cinématographique et photographique des armées, ECPA), romancista, diretor, roteirista e documentarista francês. |
| Roger Taillefer        | Guerra de 1939-1945 | Resistente das FFI e Justo entre as nações. |
| André Verrier          | Guerra de 1939-1945 | Companheiro da Libertação e militar. |
| Robert-André Vivien    | Guerra de 1939-1945 | Resistente das FFI, veterano da Coréia, militar e político. |
| Déodat du Puy-Montbrun | Guerra de 1939-1945 | Combatente das FFL, oficial na Indochina e Argélia, jornalista e romancista. |
| Pascal Pich            | Missões exteriores  | Veterano do Líbano 1983-1984 e campeão mundial de ultra triatlo. |